# Ernst Karlberg
Ernst Wilhelm Ludvig Karlberg (* 12. Oktober 1901 in Stockholm; † 20. März 1987 ebenda) war ein schwedischer Eishockeyspieler. 

## Karriere
Auf Vereinsebene spielte Ernst Karlberg ausschließlich in seiner Heimatstadt für den Djurgårdens IF. Von 1921 bis 1932 trat er mit seiner Mannschaft in der schwedischen Meisterschaft an. In der Saison 1926 gewann er mit Djurgårdens IF den nationalen Meistertitel. 

### International
Für Schweden nahm Karlberg an den Olympischen Winterspielen 1924 in Chamonix sowie 1928 in St. Moritz teil. Bei den Winterspielen 1928 gewann er mit seiner Mannschaft die Silbermedaille. Als bestes europäisches Team bei den Olympischen Winterspielen gewann er mit seiner Mannschaft zudem den Europameistertitel.

## Erfolge und Auszeichnungen
- 1926 Schwedischer Meister mit Djurgårdens IF
- 1928 Silbermedaille bei den Olympischen Winterspielen